# Español iquiteño

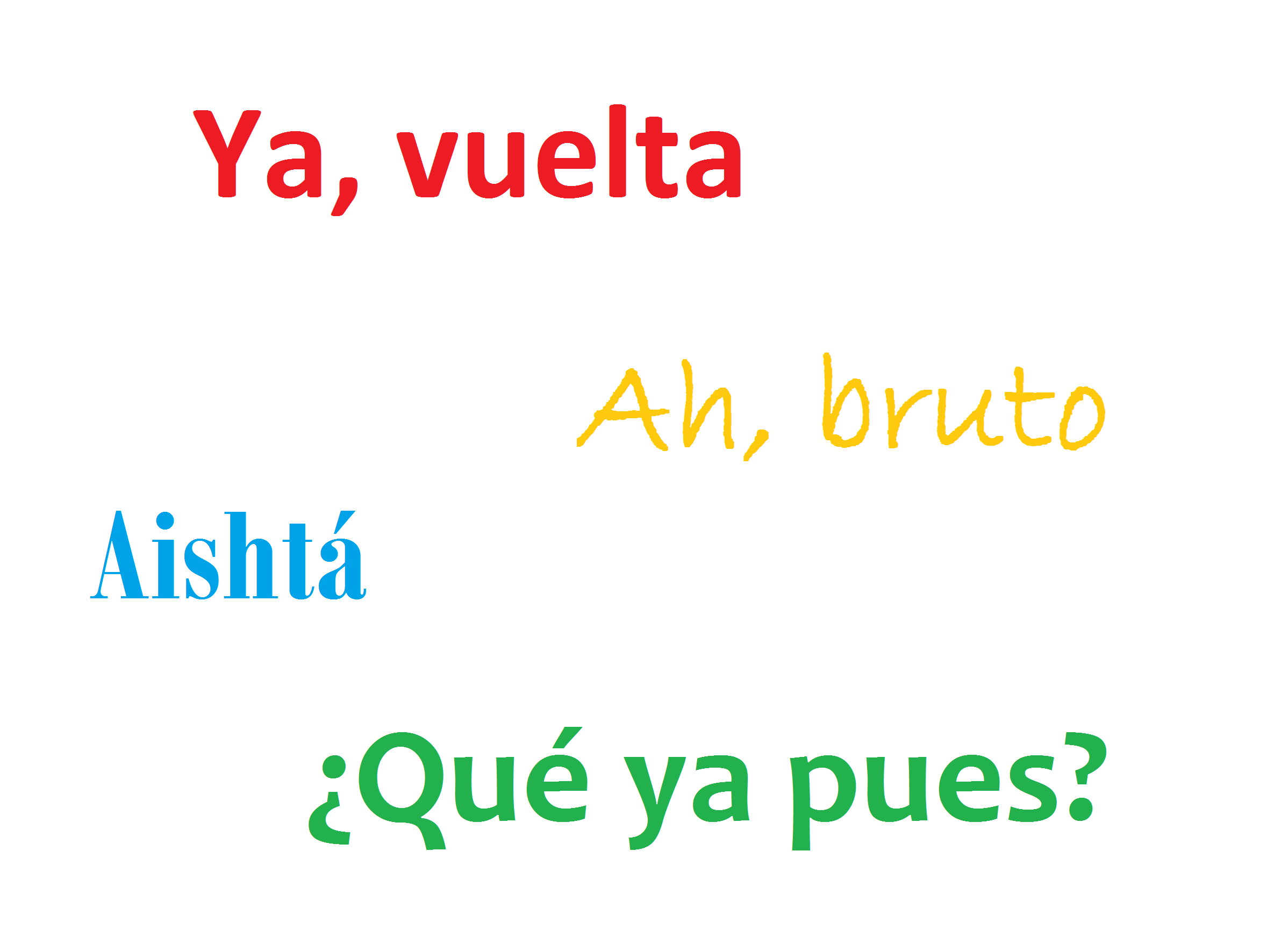
Palabras del dialecto de Iquitos

El dialecto de Iquitos o español iquiteño es un derivado lingüístico del español amazónico hablado principalmente en la ciudad de Iquitos, Perú. Está influenciado por el idioma iquito y záparo, familias zápara, y se desarrolló desde la fiebre del caucho a finales del siglo XIX hasta la actualidad. El español iquiteño está caracterizado por una pronunciación cadenciosa, un vocabulario colorido y una gramática propia.[cita requerida]

## Factores
El dialecto de Iquitos se concentra principalmente en Iquitos y sus alrededores. Pudo darse con la llamada fiebre del caucho donde se dio un intercambio sociolingüístico con familias extranjeras. Esto derivó en la adopción de algunos términos lingüísticos y expresiones idiomáticas. Debido a la influencia de otros dialectos del español peruano, el dialecto ribereño y andino también aportaron importantes cambios. Recordar que los primeros habitantes de Iquitos fueron los jesuitas españoles, napeanos y la tribu de Iquitos.[cita requerida]
En la actualidad, con la creciente llegada del turismo, la influencia del dialecto de Iquitos ha ido disminuyendo en el habla cotidiana. El característico ritmo cantarín queda moderado, a diferencia del enfático dialecto tarapotino.[cita requerida]

## Características

### Influencia amazónica
A continuación un cuadro comparativo con las características primordiales de influencia amazónica.
| Características                        | Descripción | Ejemplos |
| -------------------------------------- | --- | --- |
| Alternancias vocálicas                 | Nombres alternativos con vocales diferentes | casharu—casharo: pelo lacio paichí—paiche: pez amazónico llullu-llullo: bebé, recién nacido                                                                  |
| Supresión de vocales y uso alternativo | A diferencia de la alternancia vocálica, los términos no tienen una vocal principalmente para una pronunciación económica                              | curuhuinse—curhuinse: hormiga gigante comestible ullucu—ullco: hueco                                                                                         |
| Permutación de los fonemas /f/ y /x/   | Permutación de los fonemas /f/ - /x/, con una equivalencia acústica[cita requerida]                                                                    | joto (foto), julano (fulano), jútbol (fútbol); fugo (jugo), fulio (julio), afustar (ajustar)                                                                 |
| Vocalización de diptongos              | Precisamente, las palabras con diptongos se resumen en una sola vocal. En otros casos de palabras específicas, la /f/ está presente antes de la vocal. | preba (prueba), achote (achiote); ferte (fuerte), fimos (fuimos), fane (juane)                                                                               |
| Diptongación de vocales                | Al revés del anterior, una vocal es convertida súbitamente en diptongo, y se debe a la presencia de /x/                                                | dijuícil (difícil), jualta (falta), cajué (café), enjuermo (enfermo)                                                                                         |
| Contracción                            | Ocurre por lo general en la construcción de verbos con pronombres proclíticos y con otros elementos funcionales o adverbiales                          | aishtá (ahí está), mesanado (me he sanado), dontá (dónde está), yanvoy (ya me voy)                                                                           |
| Supresión de consonantes               | Consonantes omitidas en el habla. | onde te has metido, a onde me llevas (la d inicial es omitida); calidá, carídá, ciudá, eternidá, festivídá (la d final es omitida); a-uaje (la g es omitida) |
| Aparición de consonantes               | Existen muchos casos versátiles. | nadien (nadie) y maber (haber) son arcaísmos. |
| Ensordecimiento de la /d/              | La consonante oclusiva, dental, sonora /d/ tiende a ensordecerse hasta alcanzar casi la pronunciación de la /t/.                                       | tiosíto (diosito), tícho (dicho), tomato (tomado), tecir (decir)                                                                                             |
| El sonido asibilado /s/                | Otro rasgo característico del dialecto es la presencia de palabras asibiladas.                                                                         | ashishito (diminutivo de así), shushupe (chuchupe, nombre de una serpiente), posheco (pocheco, significa pálido)                                             |

## Expresiones
Este es una lista de expresiones usadas en el dialecto de Iquitos:
- Ya, vuelta: Usado para reprobar con obstinación o mostrar sorpresa.
- Aishtá: Interjección similar a «¿Qué se ha creído?».
- Ah, bruto: Usado para expresar admiración, especialmente en tamaño y cantidad.
- ¿Qué ya pues?: Usado para expresar incredulidad.